# Schloss Unwürde

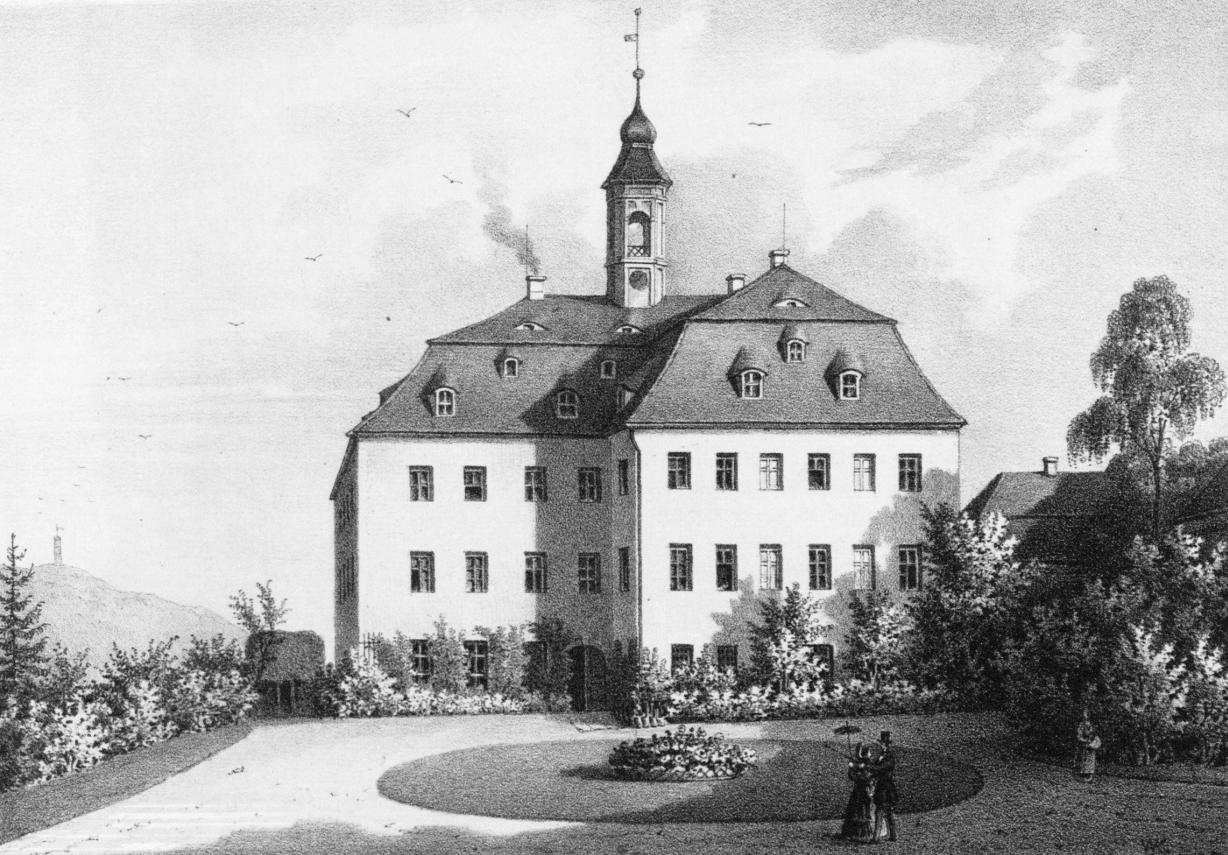
Darstellung des Schlosses Unwürde im Album der Rittergüter und Schlösser im Königreiche Sachsen aus dem Jahr 1859

Das Schloss Unwürde war ein zwischen 1727 und 1730 in Unwürde, einem Ort in der Großen Kreisstadt Löbau, in Sachsen erbautes Schloss. Es wurde im Januar 1930 durch ein Feuer zerstört und anschließend abgetragen. Heute sind nur mehr die Nebengebäude erhalten.

## Lage
Das Schloss Unwürde befand sich auf einer Anhöhe am Hofeweg im Löbauer Ortsteil Unwürde, am linken Ufer des nicht weit entfernten Löbauer Wassers.

## Geschichte
Das Anwesen war das Stammhaus derer von Unwürde, kam aber im 14. Jahrhundert an die Herren von Kittlitz. In einer im Jahr 1306 von den Markgrafen Otto und Waldemar ausgestellten Urkunde wurde Unwürde dem Obergericht der Stadt Löbau unterstellt. Im Jahr 1368 wird ein Albrecht von Nostitz aus dem Geschlecht der Herren von Nostitz als Besitzer von Unwürde genannt. Im Jahr 1401 befand sich der damalige Rittersitz im Besitz des Ritters Otto von Nostitz. Die Herren von Nostitz betrachteten den Sitz als ihr Stammhaus. Dieser wurde 1425 während der Hussitenkriege erstürmt und niedergebrannt. Im Jahr 1527 wird der Sitz erstmals als Rittergut bezeichnet.
Nach dem Tod von Joachim von Nostitz kam das Gut 1603 durch Heirat seiner Tochter mit Wenzel von Hund und Altengrotkau an die Familie von Hund und Altengrotkau. Unter Johann Hildebrand von Hund und Altengrotkau wurde zwischen 1727 und 1730 an der Stelle des Gutes ein Schloss errichtet. Er ließ auch in den Schlosssaal die Freimaurerloge Zu den drei Säulen einrichten. Carl Gotthelf von Hund und Altengrotkau verkaufte 1769 seine sämtlichen Besitzungen, neben Unwürde auch Schloss Kittlitz, an die Gräfin Isabella von Salmour. Ihr Sohn Joseph Gabaleon von Salmour verkaufte das Schloss aber 1819 an den Freiherren von Freiherren von Gabelentz. Danach kam es zu häufigen Wechseln der Besitzer, zu denen unter anderem die Freiherren von Gutschmidt sowie die Familie derer von Sydow gehörten. Die letzten Eigentümer vor dem Krieg waren Rittergutsbesitzer Julian Czapski und Vally Friedländer aus Alt Obra bei Koschmin. In der Nacht vom 26. auf dem 27. Januar 1930 brannte das Schloss ab und wurde anschließend abgetragen. Heute sind nur mehr einige Nebengebäude erhalten.

## Beschreibung

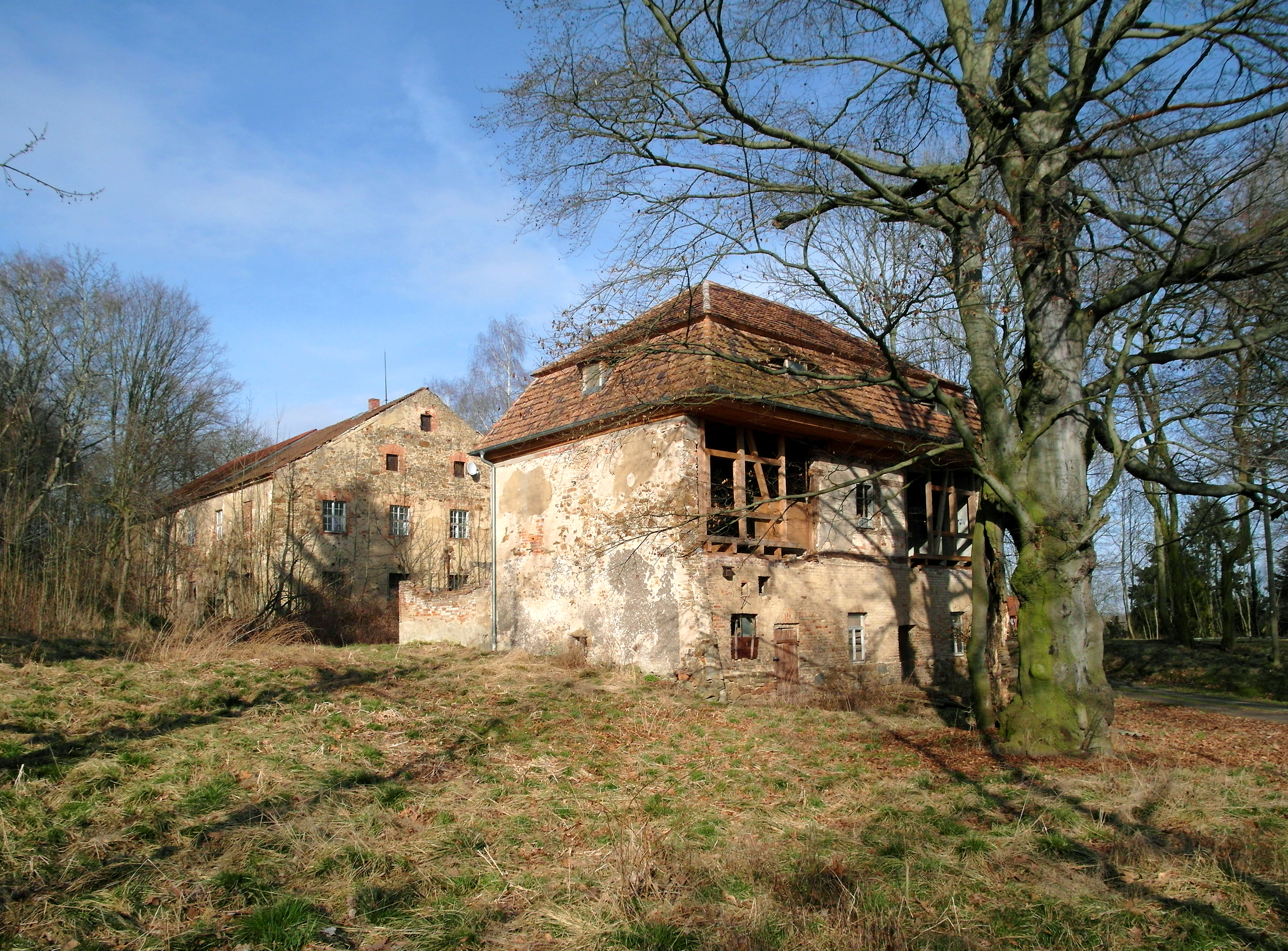
Schloss Unwürde, Orangerie

Das schlicht gestaltete Schlossgebäude war ein dreigeschossiger abgewinkelter Bau mit hohem Mansarddach und schlankem Dachreiter mit Haube. Der Dachreiter hatte einen quadratischen Grundriss mit abgeschrägten Ecken und wurde durch Beibehaltung der Breite der Abschrägungen unterhalb der Haube achteckig. Die Hauptfront zeigte zum Schlossgarten. Im Gebäudewinkel befand sich ein auf das Jahr 1727 datiertes Stichbogenportal. Der Schlussstein des Portalbogens war mit einer Kartusche verziert. Die Torflügel wiesen Beschläge aus Messing auf.
Das Innere des Schlosses wurde mehrmals umgestaltet, worauf das starke Mauerwerk mit den darin liegenden Nebentreppen hinwiesen. Einer der größeren Säle hatte eine Stuckdecke aus dem Jahr 1727. Weitere Räume hatten ähnliche Decken. Die Fenster im Erdgeschoss waren teilweise mit Eisengittern mit durchgesteckten Herzen und Ringen versehen, welche vermutlich aus dem 17. Jahrhundert stammten.
Heute sind vom ursprünglichen Schloss nur mehr einige der Nebengebäude erhalten. Das stattliche Stallgebäude wurde zur gleichen Zeit wie das Schloss errichtet. Im Stallgebäude sind drei Schlusssteine vermauert, von denen der mittlere das auf das Jahr 1730 datierte Ehewappen der von Hundt und von Raben zeigt. Die beiden anderen Schlusssteine zeigen ein unklares Monogramm. Die Orangerie ist ein einfaches Gebäude.